# Mike Duggan
Pour les articles homonymes, voir Duggan.
Michael Edward Duggan, né le 15 juillet 1958 à Détroit, est un homme d'affaires et homme politique américain. Il est élu maire de Détroit lors des municipales de novembre 2013.

## Biographie

### Jeunesse et formation
Mike Duggan naît à Détroit en 1958. En 1980, il obtient une licence (Bachelor of Arts) de l'université du Michigan. Il intègre ensuite la faculté de droit de l'université.

### Comté de Wayne
De 1987 à 2000, Mike Duggan est adjoint au chef de l'exécutif du comté de Wayne. Il prend part au redressement des finances du comté et est nommé à la tête du réseau des bus régionaux en 1991. Il améliore les prestations tout en comblant le déficit du service. Au cours des années 1990, il participe à la création d'un plan de santé publique, le Wayne County's Health Choice, destiné à la population non-assurée, qui permet de limiter le coût des soins de santé. Il négocie avec les propriétaires des Tigers et des Lions afin que ces franchises construisent de nouveaux stades à Detroit, ainsi qu'avec la compagnie aérienne Northwest Airlines afin de permettre la construction d'un nouveau terminal à l'aéroport métropolitain de Détroit. Duggan est élu procureur du comté de Wayne en 2000 et démissionne en décembre 2003 lorsque le conseil d'administration du Centre médical de Detroit (en) (DMC) envisage de le nommer CEO.

### Detroit Medical Center
En janvier 2004, Mike Duggan prend la tête du centre hospitalier, le plus gros employeur de la ville, qui comprend huit hôpitaux. Sa gestion permet de redresser l'établissement avant qu'il soit vendu à un opérateur privé en 2010. Mike Duggan démissionne du Centre médical de Detroit fin 2012, avant d'annoncer sa candidature aux élections municipales. 

### Maire de Détroit
Duggan a longtemps vécu à Livonia, une ville située dans la banlieue de Détroit. Ne respectant pas les conditions du scrutin municipal en matière de résidence, il est contraint de se présenter en tant que candidat write-in, un candidat dont le nom est absent des bulletins de vote imprimés, obligeant les électeurs à l'inscrire à la main,. En août 2013, Mike Duggan et Benny Napoleon, shérif du comté de Wayne, arrivent en tête des suffrages à l'issue des primaires, organisées sur une base non partisane. Duggan l'emporte finalement avec 55 % des suffrages et est élu maire de Détroit en novembre 2013. Il entre en fonction en janvier de l'année suivante, alors que la ville, déclarée en faillite, est placée sous la tutelle d'un gestionnaire d'urgence nommé par le gouverneur du Michigan, Rick Snyder.
En novembre 2024, il annonce qu'il ne sera pas candidat à un quatrième mandat lors des élections de 2025. Il annonce ensuite le mois suivant une candidature pour le poste de gouverneur du Michigan en 2026, en se présentant en tant qu'indépendant.